# Lassie (film 2005)
Lassie è un film del 2005 diretto da Charles Sturridge, remake del film del 1943 Torna a casa, Lassie! interpretato da Elizabeth Taylor, all'epoca undicenne; entrambe le pellicole sono ispirate al racconto Lassie come home di Eric Knight. È stato girato in Scozia, Irlanda e Isola di Man, contrariamente al film originale, che, pur ambientato in Inghilterra, fu girato negli Stati Uniti.
Il film vede protagonisti alcuni attori già noti come Peter O'Toole, Samantha Morton e John Lynch ed ha segnato l'esordio cinematografico di Jonathan Mason e Hester Odgers.

## Trama
Protagonista è la cagna collie Lassie che appartiene ad una famiglia povera, viene venduta e fa un lungo viaggio per tornare a casa.